# Skijaško trčanje
Skijaško trčanje  je popularna disciplina nordijskog skijanja. Radi o tehnici skijanja koja se koristi uglavnom na ravnijim površinama prekrivenim snijegom. Najraširenije je u zemljama u kojima je povijesno nastalo, tj. u nordijskim zemljama - Finskoj, Norveškoj, Švedskoj. Nordijsko skijanje je popularan vid rekreacije ali i natjecateljski sport koji je standardan na Zimskim olimpijskim igrama.

## Povijest skijaškog trčanja
Skijaško trčanje je vjerojatno najstariji vid skijanja uopće. Nastalo je prvenstveno kao potreba za jednostavnijim transportom ljudi preko zasniježenih i zaleđenih površina u hladnim područjima, posebno sjeverne Europe i Azije. Jednostavni crteži ljudskih figura koje hodaju na skijama mogu se naći ugravirani u stijene u Skandinaviji, ili na urkašenim predmetima (bubnjevi, itd.) iz stare laponske tradicije. U skijaškom muzeju Holmenkollen (Oslo, Norveška) mogu se vidjeti skije za hodanje od 6. stoljeća naše ere, pa sve do 18. stoljeća.
Danas je ova varijanta skijanja raširena na svim kontinentima sjeverne hemisfere.

## Natjecanja u skijaškom trčanju
Natjecanja u skijaškom trčanju obuhvaćaju cijeli raspon duljina staza od tzv. sprint utrka od nekoliko kilometara pa do maratona od nekoliko desetaka kilometara. Discipline i pravila natjecanja propisuje i provodi Međunarodna skijaška federacija (FIS).
Skijaško trčanje je standardni sport na Zimskim olimpijskim igrama. FIS također organizira i Svjetski kup te Svjetska prvenstva.
Osim toga, skijaško trčanje je sastavni dio dva kombinirana sporta: nordijske kombinacije, koja povezuje skijaško trčanje i skijaške skokove, te biatlona, koji povezuje skijaško trčanje i streljaštvo.

## Stilovi skijaškog trčanja
Poznata su tri stila skijaškog trčanja: klasični stil, slobodni stil i telemark.
Kod klasičnog stila najuobičajeniji je paralelni korak, kod kojeg se zamah rukama i nogama izvodi naizmjence, uz odgurivanje s po jednim štapom. Postoji i korak kod kojeg se koristi istovremeno odgurivanja s dva štapa, uz zamah samo jedne noge ili bez nožnog zamaha. Za uspon se koristi tzv. riblja kost, kod kojeg iza skijaša ostaju tragovi po čijem je obliku korak dobio ime.
Slobodni stil za razliku od klasičnog dozvoljava bočno odgurivanje skijama koje više ne moraju biti paralelne. Varijante tog koraka podjećaju na korak odgurivanja kojeg koriste brzi klizači ili roleri, iako naravno uključuje i odgurivanje štapovima.
U obje tehnike se kod prelaska padine koristi aerodinamični pognuti položaj sličan položaju alpskog skijaša u spustu. Isto tako za skretanje na padini trkač na skijama može upotrebiti i telemark tehniku, s obzirom na to da mu vez dozvoljava podizanje pete od površine skije.

## Zdravstvena strana skijaškog trčanja
Ski trčanje se ubraja među sportove s najbolje raspoređenim radom tijela na cjelokupnu muskulaturu, ali i među sportove gdje tijelo najprirodnije podnosi napor fizičke aktivnosti. Jednostavno rečeno, teško da se može zamisliti bolja fizička aktivnsot, posebno u zimskim mjesecima kada uvjeti za bavljenje sportom - posebice aerobnim sportom, drastično opadaju.
Natjecatelji koj se bave ovim sportom predstavljaju školski primjer balansirano građenog atlete. Kao kuriozitet spomenimo da su članovi norveške reprezentacije ponekad znali nositi modne kolekcije na revijama.
Povrede su iznimno rijetke. O tipičnim ozljedama za alpsko skijanje (padovi, torzijski lomovi kostiju) ovdje nema niti govora. Eventualni padovi prilikom ski trčanja događaju se pri malim brzinama i na mekoj podlozi.
U Nordijskim zemljama, s prisutnim problemima depresije u razdoblju zime, zabilježeno je i pozitivno psihičko djelovanje skijaškog trčanja.

## Oprema za skijaško trčanje
Za skijaško trčanje potrebne su skije, koje su u usporedbi sa skijama za alpsko skijanje bitno uže i duže. Skijaški štapovi su također bitno duži nego kod alpske varijante, jer moraju omogućiti efikasno odgurivanje. Skijaški vezovi u skijaškom trčanju omogućavaju podizanje pete od površine skije, dok su prsti pričvršćeni tako da omogućavaju odgurivanje i potisak na skiju.
Cijena opreme je znatno niža u usporedbi s opremom za alpsko skijanje. U Hrvatskoj je osnovna oprema rekreativne klase (skije, vezovi, štapovi, cipele) dostupna za otprilike 1000 kn ili manje, čak i od poznatih proizvođača. Ostalu opremu (odjeća, rukavice, kapa, naočale) moguće je u rekreativnim uvjetima kombinirati s opremom za biciklizam, koja je raširenija u prodaji a zimi je povoljnija.